# Фізико-математичний факультет Криворізького державного педагогічного університету
47°54′27″ пн. ш. 33°24′43″ сх. д. / 47.907377° пн. ш. 33.411869° сх. д.
Фізико-математичний факультет Криворізького державного педагогічного університету — науково-педагогічний підрозділ університету. 
Кафедра математики була створена в 1930 році. З того часу підготовлено понад 3 тисячі спеціалістів-математиків. Викладачами кафедри захищені 4 докторських та 16 кандидатських дисертацій.
Кафедра фізики з дня заснування забезпечує підготовку фахівців за спеціальністю «Фізика» яку університет проводить. За цей час підготовано 3 тисячі спеціалістів. Кафедри вели теоретичні дослідження фізики напівпровідників, твердого тіла, теоретичної і прикладної механіки, методики навчання математики та фізики у співробітництві з науково-дослідними інститутами міста та країни.
Кафедра інформатики та прикладної математики була створена у 1992 році. З часу заснування на кафедрі підготовлені та захищені 1 докторська та 9 кандидатських дисертацій. У 2001 р. розпочато навчання за спеціальністю «Інформатика». Кваліфікація випускників дозволяє їм обіймати посади програмістів, вчителів інформатики та системних адміністраторів.

## Декани
- КАРЕТА Лев Антонович, професор 1933—1936 рр. (приблизно)
- ЯХНІН Борис Михайлович, кандидат фізико-математичних наук, доцент 1936—1941; 1947—1951
- ГОЛЬДБЕРГ Михайло Маркович, викладач 1944—1946
- КОСИК Федір Каленикович, кандидат фізико-математичних наук, доцент 1951—1953
- ХОРОШКО Микола Петрович, кандидат фізико-математичних наук, доцент 1953—1962 рр.; 1970—1972
- КРАСНІЦЬКИЙ Сергій Якович, кандидат фізико-математичних наук, доцент 1963—1970
- РАДЧЕНКО Іван Семенович, старший викладач 1972—1975
- КОМІСАРОВ Яків Самуїлович, кандидат фізико-математичних наук, доцент 1975—1982
- УТКІНА Світлана Василівна, кандидат педагогічних наук, доцент 1982—1997
- СОЛОВЙОВ Володимир Миколайович, доктор фізико-математичних наук, професор 1997—2000
- КОРОЛЬСЬКИЙ Володимир Вікторович, кандидат технічних наук, професор, заслужений працівник народної освіти України 2000—2005
- КАДЧЕНКО Валентина Миколаївна, кандидат фізико-математичних наук, доцент 2005—2013
- ВІХРОВА Олена Вікторівна, кандидат педагогічних наук, доцент з 2013

## Кафедри
- кафедра математики та методики її навчання
- кафедра фізики та методики її навчання
- кафедра інформатики та прикладної математики
- кафедра педагогіки